# Perry Mason e la nudista
Perry Mason e la nudista (The Case of the Sun Bather's Diary) è un romanzo giallo del 1955 scritto da Erle Stanley Gardner, appartenente alla serie con protagonista il celebre avvocato Perry Mason.

## Trama
A Perry Mason è capitata ogni sorta di clienti...ma è la prima volta che viene contattato da una ragazza che lo chiama completamente nuda da una cabina telefonica! Arlene Duvall, la ragazza in questione, a quanto pare adora praticare il naturismo, solo che mentre prendeva il sole, qualcuno l'ha derubata di tutto: della roulotte in cui vive, dei vestiti, dei soldi...e di un diario molto scottante. Arlene è infatti figlia di Colton P. Duvall, che al momento sta scontando una pena in carcere perché accusato di aver rubato un'ingente somma di denaro dalla banca in cui lavorava. Soldi mai rintracciati, anche se la Polizia sospetta che Arlene ne conosca il nascondiglio, e perciò la tiene d'occhio da tempo: la ragazza è convinta infatti che dietro la sparizione della propria roulotte e di tutto il resto ci siano proprio i poliziotti ansiosi di mettere le mani sul diario con cui pensano di rintracciare il denaro. La ragazza, pur non spiegando la fonte delle proprie entrate (che le hanno consentito di licenziarsi dal proprio lavoro), è invece convintissima dell'innocenza del padre, e chiede all'avvocato di rintracciare la propria roulotte e soprattutto il diario.
Perry Mason sente che qualcosa non quadra nella storia di Arlene, ma sono proprio misteri come questo che eccitano la sua curiosità. Si getta quindi a capofitto nella vicenda, che chiaramente si complica presto con l'omicidio di un testimone chiave, dal quale gli tocca difendere la propria cliente...

## Personaggi
- Perry Mason, celebre avvocato
- Della Street, segretaria di Mason
- Paul Drake, investigatore privato e collaboratore di Mason
- Arlene Duvall, la nudista
- Colton P. Duvall, suo padre
- Jordan L. Ballard, ex impiegato di banca
- Holman B. Candler, medico chirurgo
- Thomas Sackett, falsario
- Jim Harstell, venditore di auto usate
- James Wingate Fraser, automobilista
- Rose Travis, infermiera del dottor Candler
- Helen Ruckler, amica di Sackett
- Hamilton Burger, procuratore distrettuale

## Edizioni italiane
- Perry Mason e la nudista, traduzione di Giuseppe Gogioso, I Classici del Giallo Mondadori n. 1360, Arnoldo Mondadori Editore, dicembre 2014.